# Tory Nyhaug
Tory Nyhaug (nascido em 17 de abril de 1992) é um ciclista canadense. Especialista em provas de BMX, Nyhaug competiu nos Jogos Pan-Americanos de 2015.